# Abu-Szír

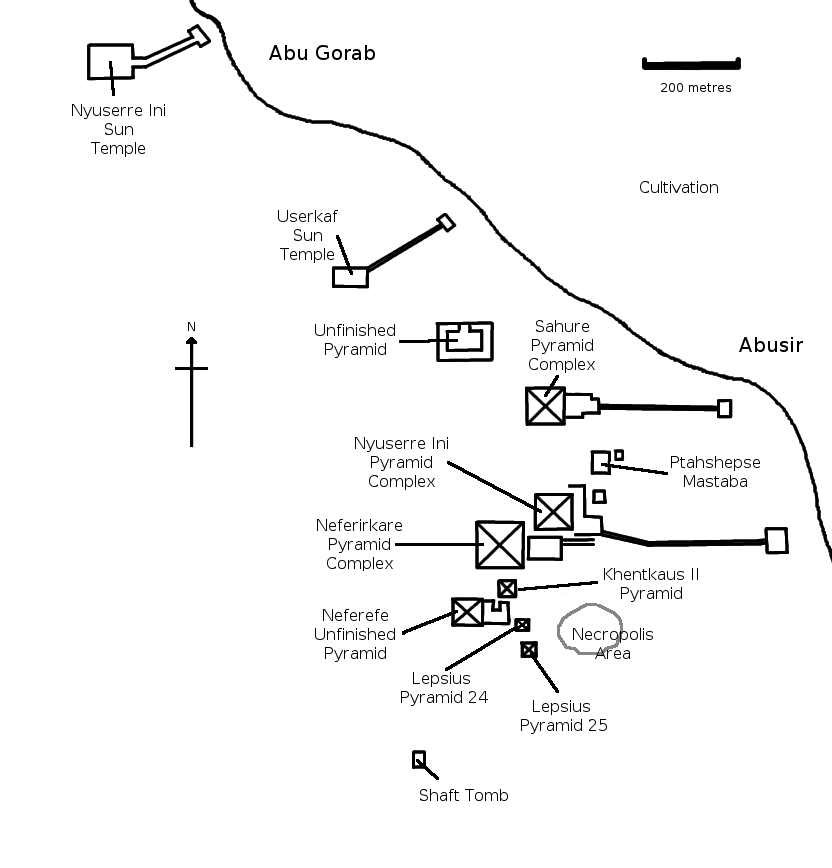
Abu-Szír térképe

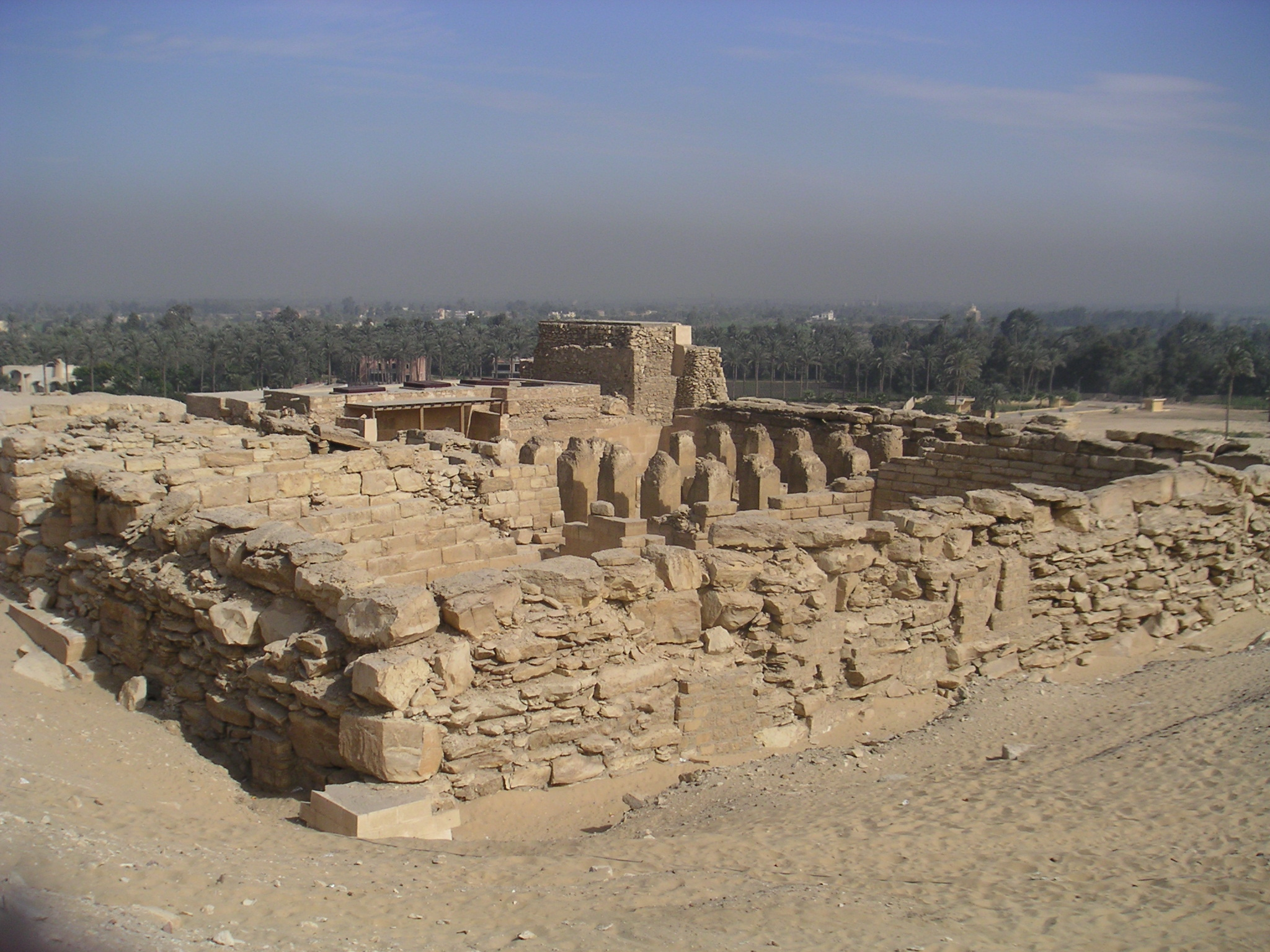
Ptahsepszesz masztabája

Abu-Szír (Abusir) egyiptomi település. Az ókori Egyiptomban Memphisz egyik nekropolisza volt Per-Uszir néven, melynek jelentése „Ozirisz háza”. Görög elnevezése Buszirisz. Ma modern falu Szakkara és Gíza között, Kairótól 11 km-re délre.

## Látnivalók
Abu-Szírban több piramis és templom maradványai találhatók, túlnyomóan az V. dinasztia idejéből. Négy fáraó piramisának maradványait láthatják az odalátogatók: Szahuré, Noferirkaré, Noferefré és Niuszerré sírjáét. Az eddigi ásatások a körzetben valószínűsített több naptemplom közül csak az Uszerkaf fáraó parancsára emelt épület romjait találták meg. Az itt feltárt magánsírok közül Ptahsepszesz herceg masztabája a legjelentősebb.